# Закон о трёх колосках
«Закон о трёх колосках» (также «закон о пяти колосках», закон «семь восьмых», «закон от седьмого-восьмого», «дедушкин указ», указ «7-8») — распространённое в исторической публицистике наименование Постановления ЦИК СССР и СНК СССР от 7 августа 1932 года «Об охране имущества государственных предприятий, колхозов и кооперации и укреплении общественной (социалистической) собственности», принятого по инициативе Генерального секретаря ЦК ВКП(б) И. В. Сталина. В деревне он получил название «дедушкин указ» (по прозвищу подписавшего его М. И. Калинина).  Постановление вводило для провинившихся смертную казнь в форме расстрела (в частности за хищение колхозного и кооперативного имущества, а также за хищение грузов на транспорте). Этим постановлением в юридическую практику СССР было введено понятие «хищения социалистической собственности» как «преступления против государства и народа», чтобы остановить «массовые хищения государственного и колхозного имущества». Амнистия по таким делам исключалась. После введения закона в силу на сельскохозяйственных объектах  устанавливались дозорные вышки, высылались конные разъезды и часовые с винтовками.

## Предыстория
Ещё царское законодательство требовало от крестьянина засевать вспаханную на собственной лошади на отведённом месте землю казёнными семенами, а затем заборонить, по две десятины на каждую ревизскую душу. После чего «оградить посевы от потравы (порчи) и хищения, за свой счет содержать караул», после чего «сжать хлеб, обмолотить и сдать в казённые магазины; для посева следующего года два раза вспахать и один раз проборонить новое поле». Такая практика просуществовала до 1822 года.

## История

### Предпосылки принятия постановления
Проблемой защиты государственной собственности от корыстных посягательств советское государство было озабочено с середины 1920-х годов: в Уголовный кодекс РСФСР 1926 года были включены статьи об имущественных, должностных, хозяйственных преступлениях.
Статья 109 предусматривала наказание за злоупотребление служебным положением в корыстных целях, 116-я — за растрату, 129-я — за заключение заведомо невыгодных для государства сделок, 162-я (пункты «г», «д») — за кражу государственного имущества, 169-я, часть 2 — за мошенничество. Уже тогда наказание по преступлениям против социалистической собственности было жёстче, чем за притязания на личное имущество.
Например, за кражу личного имущества, совершённую впервые и без сговора с третьими лицами, полагались лишение свободы или принудительные работы до трёх месяцев, а максимально — год лишения свободы. За обычную кражу государственного имущества полагались до 2 лет лишения свободы или год принудительных работ, за квалифицированную кражу — до пяти лет. Мошенничество в отношении частного лица могло быть наказано лишением свободы до двух лет, в отношении государства — до пяти. Максимальный срок лишения свободы по статьям УК РСФСР 109, 116 и 129 достигал 10 лет.
Исследователь уголовного мира России и СССР, советский диссидент Валерий Чалидзе отмечал, что русским ещё в царское время было присуще «пренебрежение правом собственности казны», и эта традиция «осталась значимой и в советское время. Эта традиция получила необычайно широкое распространение… ещё и благодаря тому, что ныне собственностью казны или государственной собственностью оказалось почти всё вокруг».
После коллективизации на селе образовался большой массив общественной собственности, которую крестьяне воспринимали отчуждённо и не считали необходимым за нею следить. Мелкие кражи в колхозах стали массовым явлением, в то время как индустриализация требовала продовольственных ресурсов. Однако наказание за кражи общественного имущества было таким ничтожным, что никого не останавливало. На это указал Сталин Л.Кагановичу и председателю Совнаркома В.Молотову в своём письме. 
Свою позицию на случай возражений против предлагаемой меры Сталин изложил следующим образом:

1. Если будут возражения против моего предложения об издании закона против расхищения кооперативного и колхозного имущества и грузов на транспорте, — дайте следующее разъяснение. Капитализм не мог бы разбить феодализм, он не развился бы и не окреп, если бы не объявил принцип частной собственности основой капиталистического общества, если бы он не сделал частную собственность священной собственностью, нарушение интересов которой строжайше карается и для защиты которой он создал своё собственное государство. Социализм не сможет добить и похоронить капиталистические элементы и индивидуально-рваческие привычки, навыки, традиции (служащие основой воровства), расшатывающие основы нового общества, если он не объявит общественную собственность (кооперативную, колхозную, государственную) священной и неприкосновенной. Он не может укрепить и развить новый строй и социалистическое строительство, если не будет охранять имущество колхозов, кооперации, государства всеми силами, если он не отобьёт охоту у антиобщественных, кулацко-капиталистических элементов расхищать общественную собственность. Для этого и нужен новый закон. Такого закона у нас нет. Этот пробел надо заполнить. Его, то есть новый закон, можно было бы назвать, примерно, так: «Об охране имущества общественных организаций (колхозы, кооперация и т. п.) и укреплении принципа общественной (социалистической) собственности». Или что-нибудь в этом роде.
— Из переписки Сталина и Кагановича. 24.07.1932

### Суть и объекты постановления
Ставилась задача сохранить каждое зёрнышко. Не от птиц или грызунов. От людей. На полях были сооружены дозорные вышки. Конные разъезды притаились в засадах. Сельским жителям не должно было достаться ни одного колоска колхозного хлеба. Страшный закон от 7 августа, грозивший расстрелом за всё, не зря был прозван в народе законом о колосках. Даже с собственного поля колхозник не имел права унести ни одного зёрнышка.
Постановление ЦИК и СНК СССР от 7 августа 1932 года впервые в советском праве обозначило социалистическую собственность как основу государства, ввело в правовой оборот понятие «хищение социалистической собственности» (государственного, колхозного и кооперативного имущества), а также установило жестокие меры за подобные преступления: лишение свободы на срок не менее 10 лет с конфискацией имущества, а при отягчающих обстоятельствах расстрел виновного с конфискацией его имущества. В качестве «меры судебной репрессии» по делам об сохранности государственного, колхозного и кооперативного имущества, хищения грузов на железнодорожном и водном транспорте закон предусматривал расстрел с конфискацией имущества, который при смягчающих обстоятельствах мог быть заменён на лишение свободы на срок не менее 10 лет с конфискацией имущества. В качестве «меры судебной репрессии» по делам об охране колхозов и колхозников от насилия и угроз со стороны «кулацких элементов» предусматривалось лишение свободы на срок от 5 до 10 лет. Осуждённые по этому закону не подлежали амнистии.
Примечательно, что постановление не оговаривало сущность хищения и его отличие от деяний, квалифицируемых по Уголовному кодексу, что бы дало возможность судам точнее различать подобные преступления. Кроме того, с падением хлебозаготовок в 1932 году и началом голода во многих районах России и Украины действие этого постановления было расширено:
- на незаконное расходование гарнцевого сбора, служившего основой хлебозаготовительной системы для обеспечения городского населения и деревенской бедноты (постановление ЦИК и СНК СССР от 9 января 1933 года);
- на лиц, виновных в саботаже сельскохозяйственных работ (постановление ЦИК от 30 января 1933 года) (в связи с тем, что вскрылись массовые случаи неуборки урожая накануне начавшегося голода);
- на руководителей предприятий и организаций, виновных в недостаточной или несвоевременной борьбе с растратами и хищениями (постановление СНК от 16 февраля 1933 года).

В 1934 году действие постановления также было отнесено на разбазаривание хлопка (постановление СНК РСФСР от 20 ноября) и расходование поступившего по обязательным закупкам молока без наряда (постановление СНК СССР от 1 декабря).
Закон подписали Калинин, Молотов и Енукидзе.

### Механизм реализации
А воевать всё-таки пришлось — как обычно, с собственным народом […] Поля и зернотоки изукрасились традиционными принадлежностями советского пейзажа — заборами, вышками и фигурами «человека с ружьём»
Без подкрепления текста закона карательным аппаратом, его положения носили декларативный характер, а поскольку одних только войск ОГПУ и подразделений РКМ было ничтожно мало для контроля за ходом выполнения закона на местах, органы власти на местах, районные, областные и краевые партийно-советские органы получили указание мобилизовать на охрану колхозно-совхозного имущества все доступные силы — партийный актив, КСМ и «несоюзную молодёжь», пожарные дружины, пионерию и школьников (набиравшихся практически целиком из города), а также местных сельских активистов, внештатных сотрудников и т. п., то есть целую армию. Для обеспечения круглосуточного наблюдения за полями в несколько смен была организована караульная служба (в политических романах советского писателя Михаила Алексеева «Хлеб — имя существительное» и ряде других прославляется деятельность «пионеров-героев», именуемых им «лёгкой кавалерией по охране урожая», выслеживавших с вышек «кулацких расхитителей»). Отряжались «группы по охране урожая» — пешие дозорные, конные объездные, дневальные, постовые, сигнальные, вестовые и прочие обходчики. Посты вели специальные дневники, куда записывались все «зафиксированные» случаи пересечения охраняемого периметра. Формально эта деятельность называлась «контролем над общественным производством, снижением потерь во время уборочной кампании, укреплением трудовой дисциплины», участковым инспекторам было предписано «немедленно и тщательно проинструктировать и дать конкретные задания всей имеющейся осведомительной сети по выявлению фактов расхищения. Форсировать развёртывание широкой осведомительной сети в деревнях, на хуторах, производственных участках, на складах, скотных дворах, на базарах». В самих деревнях и сёлах оперуполномоченные с местными активистами занимались регулярным обходом жилищ и хозяйственных пристроек в поисках следов хранения или обмолота зерна, уличённые в этом задерживались как расхитители, поэтому даже если крестьянам и удавалось на краю поля тайком вынести с него зерно или злаки, всё это там же и съедалось в сыром виде, прямо в колосьях. Для обеспечения караульной службы создавалась соответствующая охранная инфраструктура, утверждался охраняемый периметр, выставлялись кордоны, делались прокосы, вспахивались контрольно-следовые полосы, местами устанавливались проволочные заграждения, повсеместно сооружались дозорные вышки, ставшие по выражению Александра Базарова «выразительным элементом советского ландшафта», и по выражению Владимира Бешанова «традиционными принадлежностями советского пейзажа». Единственным местом, где после смерти Сталина вышки не просто сохранились по меньшей мере до времён застоя, но даже продолжали функционировать по своему прямому назначению, был колхоз в Приамурье с примечательным названием «Родина», любопытный тем, что южная граница его одновременно являлась границей Советского Союза с КНР и пограничные вышки стояли на краю колхозных полей. Но одними вышками, засадами и объездами дело не ограничивалось. Директивами райисполкомов было запрещено появление жителей на колхозных полях и близлежащих лесах до наступления зимы, что исключало возможность прокормиться сбором сезонных плодов, грибов и ягод, съедобных кореньев и корнеплодов. Каждый застигнутый в лесу и пролеске уже по факту этого считался подозреваемым, пойманных с пристрастием обыскивали. Всякий застигнутый на полосе вне хозяйственного задания колхозник вызывал самые серьёзные подозрения, ему выворачивали не только карманы, но также обыскивали дом подозреваемого и жилища его родственников. Для возбуждения уголовного дела хватало и того, что находили в карманах или сумке. Стало практиковаться принудительное выселение. К крестьянам и крестьянкам стали массово применяться «допросы с пристрастием», по сути представлявшие собой пытки, издевательства и изнасилования, имитацию расстрела и т. п. Поскольку прямым следствием введения таких мер стали массовые попытки крестьян в одиночку или с семьями под каким-либо предлогом сбежать из колхозов в город, а с начала коллективизации в 1927 году в городах и так находились миллионы бежавших в страхе из деревни людей, которых надо было выявить, распределить и закрепить за госпредприятиями, в марте 1933 года постановлением СНК СССР по борьбе с «отходничеством» (так официально именовалось бегство из колхоза, этот термин по выражению В. П. Попова «камуфлировал массовое бегство крестьян из колхозных «резерваций») были приняты меры к недопущению этого, официально именуемые мерами «по задержанию и удалению приезжающих», на дорогах дежурили соответствующие контрольные посты, заградительные наряды и заслоны, на железнодорожных станциях, вокзалах, в поездах и электричках дежурили усиленные патрули ЖДМ, задерживавшие всех не имевших при себе документов (а советские колхозники не имели паспортов до 1974 года). Заблаговременно начатая властями ещё в 1932 году паспортизация городского населения закрывала для крестьян последнюю возможность к выживанию. Л. П. Петровский следующим образом описывает события в деревне вскоре после принятия закона:

За колосок пшеницы, за горсть проса, за початок кукурузы — тюрьма, ссылка, расстрел. Смерть за отказ вступить в колхоз или совхоз, смерть за несдачу всего съестного государству, смерть даже тогда, когда у тебя больные малолетние дети и ты вынужден оставить для них пропитание, чтобы спасти от голода и болезней. Крестьяне, лишённые всего, пытались спастись от голодной смерти в городах, но их не пускали заградительные отряды. Малейшее неповиновение на почве голода или притеснений вело к расстрелу или тюремному заключению. Печать, сдавленная сталинскими тисками, безмолвствовала. По всей стране погибло тогда от голода несколько миллионов человек. На митингах и собраниях у людей не хватало смелости высказать горькую правду, ибо тут же следовали арест, осуждение, тюрьма, ссылка, расстрел.
«Без колхозов большевики никогда не победили бы партизан… Ни танки, ни самолеты, ничто бы им не помогло. Все равно наши бы устояли. Но ведь надо кормить людей. А в колхозах ничего не росло, урожая не получалось, начался голод — и с партизанами покончили. Люди бы и рады им дать, да нечего — свои семьи и те не знали, чем прокормить. Не стало продовольствия — не стало Сопротивления. Сталин понимал, что делал, когда колхозы вводил повсюду. Страна голодная — страна покорная». По крайней мере, частичная правота данной точки зрения подтверждается тем фактом, что крестьянское Сопротивление в СССР, наиболее активное в 1930—1931 гг., было полностью ликвидировано в ходе массового голода 1932—1933 гг. и после коллективизации восстаний больше не отмечалось.
Задействование против собственных крестьян под видом «учений» регулярной армии и боевой техники, в том числе танков (как для подавления более двух тысяч вооружённых выступлений сельского населения в 1932—1933 гг., так и для обеспечения постоянного военного присутствия на периферии — то есть, проведения курса политики бряцания оружием в отношении собственной глубинки), вкупе с размахом описываемых выше мероприятий,  количеством задействованных в них парамилитарных формирований и вообще вооружённых представителей власти, возобновлённой практикой периода гражданской войны — формированием оперотрядов (карательных формирований), продотрядов и заградотрядов (также именовавшихся «отрядами по борьбе со спекуляцией»), получило название «Битва за урожай», — количественные статистические данные этой кампании публиковались в газетных колонках с эвфемистическими милитаристскими названиями типа «На фронте уборочной страды», «Атака на бесхозяйственность», «Весенние битвы посева» и т. п. В официальной культуре и искусстве, «Битва за урожай» нашла отражение в пропагандистских произведениях изобразительного искусства — портрет Сталина в белом кителе с плащом через руку на фоне вспаханного поля (картина называлась «Утро нашей родины») появился в кабинетах партийных функционеров.

### Применение постановления
1 сентября 1932 года была создана комиссия под руководством заместителя председателя ОГПУ И. А. Акулова, которой поручалось «рассмотреть конкретные инструкции по проведению в жизнь декрета ЦИК и СНК СССР об охране общественной собственности как по линии ОГПУ, так и по линии суда и прокуратуры». В результате работы комиссии была принята «Инструкция по применению постановления ЦИК и СНК СССР от 7.VIII.1932 г. об охране имущества государственных предприятий, колхозов и кооперации и укреплении общественной (социалистической) собственности. Приложение № 6 к п. 31/16 пр. ПБ № 116» от 16 сентября 1932 года. Инструкция установила категории расхитителей и меры наказания по каждой из них.

#### Первое полугодие (1932)
В первое полугодие действия постановления в РСФСР (по 1 января 1933 года) по нему было осуждено 22 347 человек, из них 3,5 % (782) были приговорены к высшей мере наказания. Приговоры по расстрельным составам преступления выносили также линейные транспортные суды (812 приговоров на весь СССР) и военные трибуналы (208 приговоров на СССР). К 10 годам лишения свободы были осуждены 60,3 % подсудимых, к срокам менее 10 лет — 36,2 %, причём по последней категории 80 % подсудимых получили наказания, не связанные с лишением свободы.
Из всех приговоров о высшей мере наказания были приведены в исполнение менее трети. Почти половину приговоров, вынесенных общими судами (их было 2686), пересмотрел Верховный суд РСФСР. Ещё больше оправдательных решений вынес президиум ЦИК. В итоге нарком юстиции РСФСР Н. В. Крыленко сообщил, что количество казнённых по приговорам в соответствии с постановлением не превысило тысячи человек.
Поскольку из-за неурожая 1932 года, когда сбор зерна снизился и по сравнению с 1931 годом и оказался на четверть ниже, чем в 1930 году, в ряде районов РСФСР и Украинской ССР осенью начался голод, 17 ноября 1932 года Коллегия наркомата юстиции РСФСР снизила применение смягчающих мер. В частности, статью 51 УК РСФСР, которая разрешала выносить подсудимым приговоры ниже меньшего предела установленного законодательством наказания, было разрешено применять только областным и краевым судам. Если народный суд видел основания для применения этой статьи при рассмотрении дела, он должен был обратиться за разрешением в суд высшей инстанции.
Одновременно Коллегия разрешила прекращать возбуждённые дела по смягчающим обстоятельствам (нужда, многосемейность, незначительность похищенного, отсутствие массовости открытых хищений) согласно примечанию к ст. 6 УК РСФСР.

#### Ужесточение наказаний: 1933
С ростом социальной напряжённости из-за голода, объединённый пленум ЦК и ЦКК ВКП (б) 7-12 января 1933 года заставил судей быть более суровыми при рассмотрении дел о хищениях. Количество осуждённых по этим делам в РСФСР в первое полугодие 1933 года достигло 69 523 человек, которые преимущественно (84,5 %) были приговорены к 10 годам лишения свободы. По каждому десятому случаю был вынесен более мягкий приговор, по 5,4 % случаев виновные были приговорены к высшей мере наказания. Это был пик репрессий по данным составам преступления, который уже весной после постановления Политбюро ЦК ВКП(б) от 1 февраля и постановления Президиума ЦИК от 27 марта 1933 г пошёл на спад, во втором полугодии уменьшившись вдвое, а на следующий год в целом втрое по сравнению с 1933 годом. Спустя два года было вынесено всего 6706 приговоров (1935). Аналогично складывалась ситуация в Украинской ССР: 12 767 осуждённых в 1933 году, 730 человек — в 1935-м.

##### Хищения в крупных размерах
Такие приговоры применялись к расхитителям, которые действовали в сговоре и наживались на перепродаже похищенного хлеба в разгар тяжелейшего голода. В записке зам. председателя ОГПУ Г. Е. Прокофьева и начальника экономического отдела ОГПУ Л. Г. Миронова на имя Сталина от 20 марта 1933 года они отчитались, что за 2 недели раскрыли две таких преступных группы в Ростовской области. Одна действовала в системе Ростпрохлебокомбината (Ростов-на-Дону) и включала хлебозавод, 2 мельницы, 2 пекарни и 33 хлебных магазина, расхитив свыше 6 тысяч пудов хлеба (96 тонн), тысячу пудов сахара (16 тонн), 500 пудов отрубей (8 тонн) и другие продукты. В этой группе назначенные контролёры были соучастниками расхитителей, подписывая фиктивные документы на списание усушки и т.д. По делу были арестованы 54 человека, в том числе 5 членов ВКП(б).
Другая группа была раскрыта в Таганрогском отделении Союзтранса, в составе 62 портовых служащих, водителей, грузчиков, которые систематически занимались хищениями дорогостоящих грузов из порта. Только хлеба ими было украдено 1500 пудов (24 тонны).

##### Перегибы на местах
Тяжёлое социальное положение в голодающих районах вкупе с низкой юридической грамотностью местных кадров вызвали волну необоснованных, противозаконных приговоров, которые массово пересматривались и отменялись. Именно в этом контексте приводит такие случаи прокурор А. Я. Вышинский в своей брошюре «Революционная законность на современном этапе» (1933). Благодаря ему стали известны случаи, когда трёх крестьян осудили за пользование колхозной лодкой для личной рыбной ловли, когда парня, баловавшегося в овине с девушками, осудили за «беспокойство колхозному поросёнку». Аналогичные случаи разбирали и другие работники юстиции, в том числе и про горсть зерна, которую набрал колхозник Овчаров «и покушал ввиду того, что был сильно голоден и истощал и не имел силы работать», за что нарсуд 3-го участка Шахтинского (Каменского) района приговорил его по ст. 162 УК к двум годам лишения свободы. «Эти приговоры неуклонно отменяются, сами судьи неуклонно со своих должностей снимаются, но всё-таки это характеризует уровень политического понимания, политический кругозор тех людей, которые могут выносить подобного рода приговоры… По данным, зафиксированным в особом постановлении Коллегии Наркомата юстиции, число отменённых приговоров с 7 августа 1932 г. по 1 июля 1933 г. составило от 50 до 60 %», — указал сталинский прокурор.
Постановление Политбюро от 1 февраля 1933 г. и изданное на его основе постановление Президиума ЦИК от 27 марта 1933 г. требовали прекратить практику привлечения к суду по «закону от 7 августа» — «лиц, виновных в мелких единичных кражах общественной собственности, или трудящихся, совершивших кражи из нужды, по несознательности и при наличии других смягчающих обстоятельств».

### Результаты первого этапа
Ужесточение борьбы с хищениями привело к тому, что на транспортной сети количество выявленных хищений за год снизилось с 9332 (август 1932) до 2514 (август 1933). 8 мая 1933 года ЦК ВКП(б) и СНК ССР издают инструкцию № П-6028 «О прекращении применения массовых выселений и острых форм репрессий в деревне», чётко разграничившую полномочия репрессивных органов и поставившую задачу перенести центр тяжести[что?] на политико-организаторскую работу в деревне.
| Год                | Число осуждённых | Число заключённых на 1 января |
| ------------------ | ---------------- | ----------------------------- |
| 1932               | 22 347           |                               |
| 1933, I полугодие  | 69 523           |                               |
| 1933, II полугодие | 33 865           |                               |
| 1934, I полугодие  | 19 120           | 93 284                        |
| 1934, II полугодие | 17 609           |                               |
| 1935, I полугодие  | 6 706            | 123 913                       |
| 1935, II полугодие | 6 119            |                               |
| 1936               | 4 262            | 118 860                       |
| 1937               | 1 177            | 44 409                        |
| 1938               | 858              | 33 876                        |
| 1939               | 241              | 27 661                        |
| 1940               | 346              | 25 544                        |
| 1941               |                  | 22 441                        |

## Новый курс в деревне
Инструкция от 8 мая 1933 года гласила:

ЦК и СНК считают, что в результате наших успехов в деревне наступил момент, когда мы уже не нуждаемся в массовых репрессиях, задевающих, как известно, не только кулаков, но и единоличников и часть колхозников.
Правда, из ряда областей всё ещё продолжают поступать требования о массовом выселении из деревни и применении острых форм репрессий. В ЦК и СНК имеются заявки на немедленное выселение из областей и краёв около ста тысяч семей. В ЦК и СНК имеются сведения, из которых видно, что массовые беспорядочные аресты в деревне всё ещё продолжают существовать в практике наших работников. Арестовывают председатели колхозов и члены правлений колхозов. Арестовывают председатели сельсоветов и секретари ячеек. Арестовывают районные и краевые уполномоченные. Арестовывают все, кому только не лень и кто, собственно говоря, не имеет никакого права арестовывать. Не удивительно, что при таком разгуле практики арестов органы, имеющие право ареста, в том числе и органы ОГПУ, и особенно милиция, теряют чувство меры и зачастую производят аресты без всякого основания, действуя по правилу: «сначала арестовать, а потом разобраться».

2. Об упорядочении производства арестов
1. Воспретить производство арестов лицами, на то не уполномоченными по закону, председателями РИК, районными и краевыми уполномоченными, председателями сельсоветов, председателями колхозов и колхозных объединений, секретарями ячеек и пр.
Аресты могут быть производимы только органами прокуратуры, ОГПУ или начальниками милиции.
Следователи могут производить аресты только с предварительной санкции прокурора.
Аресты, производимые нач[альниками] милиции, должны быть подтверждены или отменены районными уполномоченными ОГПУ или прокуратурой по принадлежности не позднее 48 часов после ареста.
2. Запретить органам прокуратуры, ОГПУ и милиции применять в качестве меры пресечения заключение под стражу до суда за маловажные преступления.

3. О разгрузке мест заключения
1. Установить, что максимальное количество лиц, могущих содержаться под стражей в местах заключения НКЮ, ОГПУ и Главного управления милиции, кроме лагерей и колоний, не должно превышать 400 тысяч человек на весь Союз ССР.
Обязать прокурора СССР и ОГПУ в двухдекадный срок определить предельное количество заключённых по отдельным республикам и областям (краям), исходя из указанной выше общей цифры.
Обязать ОГПУ, НКЮ союзных республик и прокуратуру СССР немедленно приступить к разгрузке мест заключения и довести в двухмесячный срок общее число лишённых свободы с 800 тысяч фактически заключённых ныне до 400 тысяч.
Ответственность за точное выполнение этого постановления возложить на прокуратуру СССР.

5. В отношении осуждённых провести следующие мероприятия:
а) Всем осуждённым по суду до 3 лет заменить лишение свободы принудительными работами до 1 года, а остальной срок считать условным.
б) Осуждённых на срок от 3 до 5 лет включительно направить в трудовые посёлки ОГПУ.
в) Осуждённых на срок свыше 5 лет направить в лагеря ОГПУ.
6. Кулаки, осуждённые на срок от 3 до 5 лет включительно, подлежат направлению в трудовые посёлки вместе с находящимися на их иждивении лицами.

## Реабилитация: 1936 год
26 июля 1935 года Политбюро приняло решение о снятии судимости с колхозников, осуждённых неправомерно по статьям о хищениях.
11 декабря 1935 года Вышинский обратился в ЦК, СНК и ЦИК с запиской, в которой предлагал принять решение о пересмотре дел осуждённых по постановлению от 7 августа. Вопрос рассматривался членами Политбюро 15 января 1936 года. Сталин согласился с доводами Вышинского и поставил на его записке резолюцию: «За (постановление не опубликовывать)».
16 января 1936 года выходит постановление ЦИК и СНК СССР «О проверке дел лиц, осуждённых по постановлению ЦИК и СНК СССР от 7 августа 1932 года „Об охране имущества государственных предприятий, колхозов и кооперации и укреплении общественной (социалистической) собственности“», согласно которому Верховному суду, Прокуратуре и НКВД поручалось проверить правильность применения «постановления от 7 августа» в отношении всех лиц, осуждённых до 1 января 1935 года. Специальные комиссии должны были проверить приговоры на предмет соответствия постановлению Президиума ЦИК от 27 марта 1933 года. Комиссии могли ставить вопрос о сокращении срока заключения, а также о досрочном освобождении. Пересмотр дел обязывалось провести в шестимесячный срок.
20 июля 1936 года генпрокурор СССР Вышинский подготовил докладную записку, адресованную Сталину, Молотову и Калинину, что пересмотр дел на основании постановления от 16 января 1936 года завершён. Всего проверено 115 553 приговора. Из них оставлено без изменений 24 007 приговоров (21%), по 91 546 приговорам (79%) было признано неправильным применение закона от 7 августа 1932 года, и преступления эти переквалифицированы по соответствующим статьям Уголовного Кодекса. В связи со снижением мер наказания освобождено из мест лишения свободы 37 425 чел. (32% всех проверенных дел).
Всего за хищения социалистической собственности за 1932—1939 годы было осуждено в РСФСР 181 827 человек. На Украине количество осуждённых в 1933—1935 годах составило 16 254 человека.
Количество лиц, осуждённых по постановлению от 7 августа 1932 года и статьям УК о хищениях, в течение 1936 года уменьшилось втрое: с 118 860 человек до 44 409 человек. На 1 января 1939 года в ИТЛ НКВД СССР находился 27 661 заключённый за эти преступления. К 1941 году их количество снизилось до 22 441 человека.
Постановление утратило силу в связи с принятием указа «Об уголовной ответственности за хищение государственного и общественного имущества», изданного 4 июня 1947 года.

## Отражение в искусстве
В романе братьев Вайнеров «Эра милосердия» и снятом по нему культовом телефильме «Место встречи изменить нельзя» уличённый в краже шубы в Большом театре рецидивист Ручечник (в исполнении Евгения Евстигнеева) спрашивает милиционера Глеба Жеглова: «Указ семь-восемь шьёшь, начальник?» На что Жеглов отвечает: «Сегодня вышла у вас промашка совершенно ужасная, и дело даже не в том, что мы сегодня вас заловили… Вещь-то вы взяли у жены английского дипломата. И по действующим соглашениям, стоимость норковой шубки тысчонок под сто — всего-то навсего — должен был бы им выплатить Большой театр, то есть государственное учреждение». Ручечник за кражу личного имущества советского гражданина сильно бы не пострадал, а вот ущерб Большому театру уже действительно подпадал под «Указ 7-8», который сразу после войны всё ещё был в силе, хотя и применялся редко.